# Gran Premi de la Xina del 2015
El Gran Premi de la Xina de Fórmula 1 de la temporada 2015 s'ha disputat al Circuit de Xangai, del 10 al 12 d'abril del 2015.

## Resultats de la qualificació
| Pos                  | No | Pilot            | Constructor          | Part 1   | Part 2   | Part 3   | Sortida |
| -------------------- | -- | ---------------- | -------------------- | -------- | -------- | -------- | ------- |
| 1                    | 44 | Lewis Hamilton   | Mercedes             | 1:38.285 | 1:36.423 | 1:35.782 | 1       |
| 2                    | 6  | Nico Rosberg     | Mercedes             | 1:38.496 | 1:36.747 | 1:35.824 | 2       |
| 3                    | 5  | Sebastian Vettel | Ferrari              | 1:37.502 | 1:36.957 | 1:36.687 | 3       |
| 4                    | 19 | Felipe Massa     | Williams-Mercedes    | 1:38.433 | 1:37.357 | 1:36.954 | 4       |
| 5                    | 77 | Valtteri Bottas  | Williams-Mercedes    | 1:38.014 | 1:37.763 | 1:37.143 | 5       |
| 6                    | 7  | Kimi Räikkönen   | Ferrari              | 1:37.790 | 1:37.109 | 1:37.232 | 6       |
| 7                    | 3  | Daniel Ricciardo | Red Bull-Renault     | 1:38.534 | 1:37.939 | 1:37.540 | 7       |
| 8                    | 8  | Romain Grosjean  | Lotus-Mercedes       | 1:38.209 | 1:38.063 | 1:37.905 | 8       |
| 9                    | 12 | Felipe Nasr      | Sauber-Ferrari       | 1:38.521 | 1:38.017 | 1:38.067 | 9       |
| 10                   | 9  | Marcus Ericsson  | Sauber-Ferrari       | 1:38.941 | 1:38.127 | 1:38.158 | 10      |
| 11                   | 13 | Pastor Maldonado | Lotus-Mercedes       | 1:38.563 | 1:38.134 |          | 11      |
| 12                   | 26 | Daniïl Kviat     | Red Bull-Renault     | 1:39.051 | 1:38.209 |          | 12      |
| 13                   | 33 | Max Verstappen   | Toro Rosso-Renault   | 1:38.387 | 1:38.393 |          | 13      |
| 14                   | 55 | Carlos Sainz Jr. | Toro Rosso-Renault   | 1:38.622 | 1:38.538 |          | 14      |
| 15                   | 11 | Sergio Pérez     | Force India-Mercedes | 1:38.903 | 1:39.290 |          | 15      |
| 16                   | 27 | Nico Hülkenberg  | Force India-Mercedes | 1:39.216 |          |          | 16      |
| 17                   | 22 | Jenson Button    | McLaren-Honda        | 1:39.276 |          |          | 17      |
| 18                   | 14 | Fernando Alonso  | McLaren-Honda        | 1:39.280 |          |          | 18      |
| 19                   | 28 | Will Stevens     | Marussia-Ferrari     | 1:42.091 |          |          | 19      |
| 20                   | 98 | Roberto Merhi    | Marussia-Ferrari     | 1:42.842 |          |          | 20      |
| 107% temps: 1:44.327 |    |                  |                      |          |          |          |         |
| Font:                |    |                  |                      |          |          |          |         |

## Resultats de la Cursa
| Pos   | No | Pilot            | Constructor          | Voltes | Temps / Retirada | Pos.Sortida | Punts |
| ----- | -- | ---------------- | -------------------- | ------ | ---------------- | ----------- | ----- |
| 1     | 44 | Lewis Hamilton   | Mercedes             | 56     | 1:39:42.008      | 1           | 25    |
| 2     | 6  | Nico Rosberg     | Mercedes             | 56     | + 0.714 s        | 2           | 18    |
| 3     | 5  | Sebastian Vettel | Ferrari              | 56     | + 2.988 s        | 3           | 15    |
| 4     | 7  | Kimi Räikkönen   | Ferrari              | 56     | + 3.835 s        | 6           | 12    |
| 5     | 19 | Felipe Massa     | Williams-Mercedes    | 56     | + 8.544 s        | 4           | 10    |
| 6     | 77 | Valtteri Bottas  | Williams-Mercedes    | 56     | + 9.885 s        | 5           | 8     |
| 7     | 8  | Romain Grosjean  | Lotus-Mercedes       | 56     | + 19.008 s       | 8           | 6     |
| 8     | 12 | Felipe Nasr      | Sauber-Ferrari       | 56     | + 22.625 s       | 9           | 4     |
| 9     | 3  | Daniel Ricciardo | Red Bull-Renault     | 56     | + 32.117 s       | 7           | 2     |
| 10    | 9  | Marcus Ericsson  | Sauber-Ferrari       | 55     | + 1 Volta        | 10          | 1     |
| 11    | 11 | Sergio Pérez     | Force India-Mercedes | 55     | + 1 Volta        | 15          |       |
| 12    | 14 | Fernando Alonso  | McLaren-Honda        | 55     | + 1 Volta        | 18          |       |
| 13    | 55 | Carlos Sainz Jr. | Toro Rosso-Renault   | 55     | + 1 Volta        | 14          |       |
| 141   | 22 | Jenson Button    | McLaren-Honda        | 55     | + 1 Volta        | 17          |       |
| 15    | 28 | Will Stevens     | Marussia-Ferrari     | 54     | + 2 Voltes       | 19          |       |
| 162   | 98 | Roberto Merhi    | Marussia-Ferrari     | 54     | + 2 Voltes       | 20          |       |
| 173   | 33 | Max Verstappen   | Toro Rosso-Renault   | 52     | Transmissió      | 13          |       |
| Ret   | 13 | Pastor Maldonado | Lotus-Mercedes       | 49     | Frens            | 11          |       |
| Ret   | 26 | Daniïl Kviat     | Red Bull-Renault     | 15     | Motor            | 12          |       |
| Ret   | 27 | Nico Hülkenberg  | Force India-Mercedes | 9      | Caixa de canvi   | 16          |       |
| Font: |    |                  |                      |        |                  |             |       |

Notes
- ^1  – Jenson Button va rebre una penalització de 5 segons per la seva col·lisió amb Pastor Maldonado.[3]
- ^2  – Roberto Merhi ha rebut una penalització de cinc segons després de la cursa per no mantenir-se per sobre del temps requerit amb la presència del cotxe de seguretat.[3]
- ^3  – Max Verstappen es va classificar en haver disputat més del 90% de la cursa.